# Hypnum spegazzinii
Hypnum spegazzinii är en bladmossart som beskrevs av C. Müller 1885. Hypnum spegazzinii ingår i släktet flätmossor, och familjen Hypnaceae. Inga underarter finns listade i Catalogue of Life.